# Liste der Monuments historiques in Azelot
Die Liste der Monuments historiques in Azelot führt die Monuments historiques in der französischen Gemeinde Azelot auf.

## Liste der Immobilien
| Bezeichnung       | Beschreibung           | Standort               | Kennzeichnung | Schutzstatus | Datum | Bild           |
| ----------------- | ---------------------- | ---------------------- | ------------- | ------------ | ----- | -------------- |
| Kirche St-Laurent | ab dem 13. Jahrhundert | Rue de l’Église (Lage) | PA00105994    | Inscrit      | 1984  | weitere Bilder |

## Liste der Objekte
| Bezeichnung                  | Beschreibung                           | Standort                        | Kennzeichnung | Schutzstatus | Datum | Bild |
| ---------------------------- | -------------------------------------- | ------------------------------- | ------------- | ------------ | ----- | ---- |
| Skulptur Johannes der Täufer | Stein, farbig gefasst, 16. Jahrhundert | in der Kirche St-Laurent (Lage) | PM54001362    | Inscrit      | 1990  |      |
| Pietà                        | Holz, farbig gefasst, 16. Jahrhundert  | in der Kirche St-Laurent (Lage) | PM54001234    | Classé       | 2000  |      |
| Kruzifix                     | Holz, farbig gefasst, 16. Jahrhundert  | in der Kirche St-Laurent (Lage) | PM54001363    | Inscrit      | 1990  |      |